# باشگاه فوتبال ریور پلاته پورتوریکو
باشگاه فوتبال ریور پلاته پورتوریکو یک تیم فوتبال حرفه‌ای پورتوریکویی است که در فاجاردو، پورتوریکو واقع شده است. این تیم که در سال ۲۰۰۷ به عنوان یک قسمت از باشگاه آرژانتینی ریور پلاته تأسیس شد، در لیگ فوتبال پورتوریکو بازی می‌کند.
این تیم بازی‌های خانگی خود را در ورزشگاه روبرتو کلمنته در نزدیکی کارولینا انجام می‌دهد. رنگ‌های باشگاه قرمز، سفید و مشکی است. سرمربی فعلی آنها والتر زرماتن آرژانتینی است.